# Europese Federatie van Journalisten
De Europese Federatie van Journalisten, in het Engels European Federation of Journalists (EFJ), is een Europese koepelorganisatie van 72 vakbonden en vakcentrales die de belangen van ruim 320.000 journalisten in 45 landen behartigt. De Europese federatie is de in 1994 gevormde regionale afdeling van de Internationale federatie, die al in 1926 te Parijs werd opgericht. De hoofdzetel is gelegen in Brussel, voorzitter is Mogens BLICHER BJERREGÅRD.

## Aangesloten vakbonden en vakcentrales
Alleen bonafide leden van de Internationale Federatie van Journalisten uit landen van de Raad van Europa komen in aanmerking voor het lidmaatschap van de EFJ. Voor België is de Algemene Vereniging van Beroepsjournalisten van België (AVBB) aangesloten, voor Nederland is dat de Nederlandse Vereniging van Journalisten (NVJ).